# سیستم شاک ۲
سیستم شاک ۲ (انگلیسی: System Shock 2) یک بازی ویدئویی اول شخص در ژانر اکشن نقش آفرینی و ترس و بقا است که توسط کن لوین طراحی شده و با همکاری ایرَشِنال گیمز و لوکینگ گلس استادیوز در سال ۱۹۹۹ برای کامپیترهای شخصی (ویندوز) ساخته شد و در سال‌های بعد برای مک‌اواس و لینوکس نیز منتشر شد.